# ファゴット協奏曲
ファゴット協奏曲（ファゴットきょうそうきょく）は、ファゴットを独奏楽器とする協奏曲。バスーン協奏曲と呼ぶこともある。

## 主な作曲家と作品
- ヴィヴァルディ - 37曲（特にホ短調 RV484、イ短調 RV498が有名）
- J.C.バッハ - 変ロ長調、変ホ長調
- ヤン・コジェルフ - ハ長調
- ヴァンハル - 2本のファゴットと管弦楽のための協奏曲 ヘ長調
- モーツァルト - 変ロ長調 K.191、協奏交響曲変ホ長調 K.297b
- ドヴィエンヌ - 4曲
- ダンツィ - ヘ長調2曲、ハ長調、ト短調
- フンメル - ヘ長調 WoO.23
- ウェーバー - ヘ長調 Op.75、ファゴットと管弦楽のための「アンダンテとハンガリー風ロンド」 Op.35
- ロッシーニ - 1曲（疑作[1]）
- ベルワルド - ファゴットとオーケストラのためのコンツェルトシュツトゥック
- エルガー - ロマンス Op.62
- パウエル - 1曲
- ヴィラ＝ロボス - 7つの音の輪舞
- トマジ - ファゴットと室内管弦楽のための協奏曲
- ジョリヴェ - ファゴットと室内管弦楽のための協奏曲
- ニーノ・ロータ - 1曲
- フランセ - ファゴットと弦楽のためのディヴェルティスマン、ファゴット協奏曲
- ジョン・ウィリアムズ - The Five Sacred Trees
- グバイドゥーリナ - ファゴットと低弦のための協奏曲
- 諸井三郎 Op.14
- カレヴィ・アホ - 1曲
- 藤倉大 - 1曲
- 馬込勇による委嘱作品
  - 外山雄三 - 1曲
  - 池辺晋一郎 - 「炎の資格」
  - 吉松隆 - 「一角獣回路」 Op.36
  - 西村朗 - 「タパス（熱）」